# Scene di Londra
Scene di Londra (titolo orig. The London Scene) è il nome dato a una serie di sei saggi che Virginia Woolf scrisse per la rivista mensile Good Housekeeping, pubblicati a mesi alterni tra il dicembre 1931 e il dicembre 1932. Il titolo è redazionale, non scelto dall'autrice, ma derivato dalla prima ripubblicazione di cinque dei saggi, avvenuta nel 1975 col permesso di Angelica Garnett e Quentin Bell, ad esclusione stranamente di Portrait of a Londoner. Originariamente, i saggi erano menzionati come Six Articles on London Life. Solo a partire dall'edizione del 2004, pubblicata da Snowbooks, la raccolta è uscita completa dei 6 testi.

## Tema
Fotografia che ritrae la Londra degli anni '30, Woolf passeggia per le strade della capitale, sua città di nascita e d'elezione. La scrittrice britannica dipinge con le sue emozioni alcune zone della città e ne racconta in parte la storia. Nel libro appunta le sue mete preferite: le case dei personaggi illustri come John Keats, i parchi in cui trova pace e conforto, Oxford Street e i Docks.
Sottolinea i vizi e le virtù della capitale, pregi e difetti, poesie e contraddizioni, ma lo fa con amore poiché Londra è ciò che è anche grazie alle imperfezioni che ne hanno formato il carattere. Passeggia tra i monumenti principali della città, tra i quartieri, e ne narra usi e costumi, abitudini e dettagli. Con accuratezza poggia il suo sguardo su questa città che tanto ama e che non smette mai di stupire anche chi ci vive da sempre.